# Cerimônia de abertura dos Jogos Olímpicos de Verão de 2000

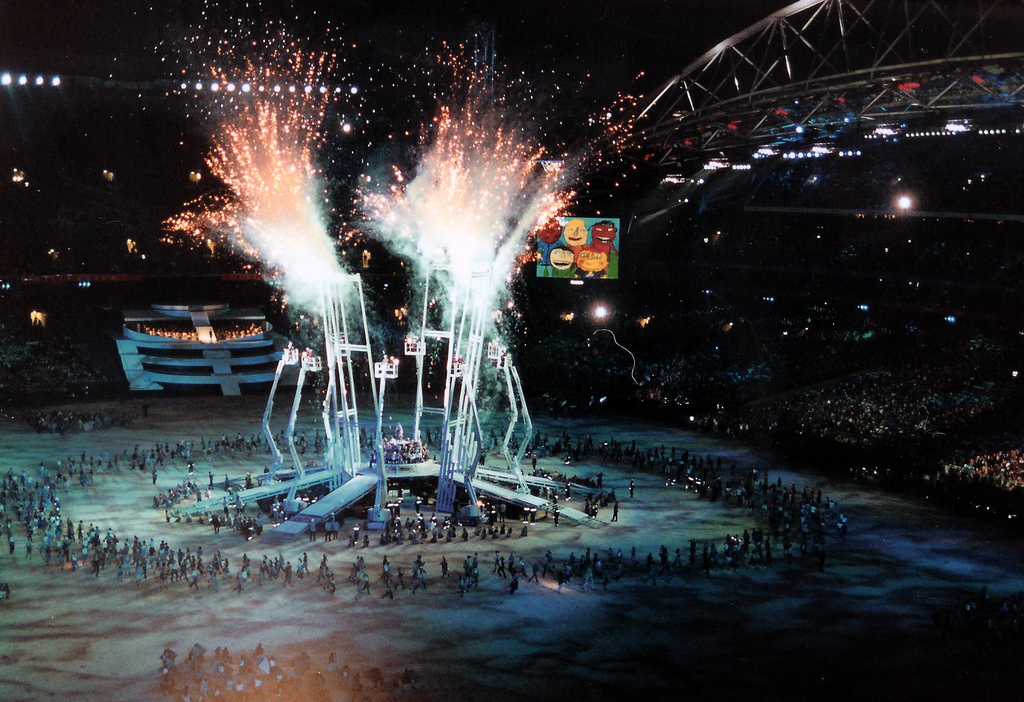
Segmento "A New Era and Eternity" da Cerimônia de Abertura dos Jogos Olímpicos de Verão de 2000

A Cerimônia de Abertura dos Jogos Olímpicos de Verão de 2000 foi realizada no dia 15 de setembro de 2000, no ANZ Stadium.

## Programa

### Bem Vindo
A cerimônia começou com um tributo aos Cavalos, com a chegada de um cavaleiro solitário, Steve Jefferys. Ele rachou então seu stockwhip e uns 120 cavaleiros mais adicionais e seus cavalos entraram no estádio e executaram as etapas intricadas, dando forma aos anéis olímpicos, ao som da música composta por Bruce Rowland. Uma bandeira gigante, pintada pelo artista Ken de Sydney feita, disse o " G' Day" ao mundo.

### Hino
O hino nacional australiano, "Advance Australia Fair", foi executado por Julie Anthony. O desempenho é considerado ainda por muitos como a grande capitulação de um hino nacional em toda a cerimônia olímpica.

### Sonho do Mar Profundo
Este segmento comemora a afinidade australiana com o mar, transformando no estádio em um grande aquário. Nikki Webster chega a praia em uma iluminação normal, mas depois, há uma diminuição de luz e tudo fica meio escuro. Os executores representam o mar e a vária fauna aquática aparece e move-se em torno da arena. Nikki Webster é içada então acima no ar por fios aéreos e por nadadas com as criaturas do mar.

### Despertar
Este segmento, comemora a aborígene australiana que data milhares de anos. Uma boa vinda especial foi feita aos países que competem nos jogos. Uma pessoa idosa aborígene guiou Nikki Webster com o segmento. A narração para o segmento era pelo Dingo de Ernie.

### Natureza
Neste segmento, foi apresentada a natureza, os animais selvagens e a flora australiana. Começa com vários executores de fogo, movendo-se através do estádio. Assim, depois, apresentam a flora, com pessoas fantasiadas de flores. A fauna, que são representadas por 7 pinturas enormes por Jeffrey Sammuels, é revelada então, descrevendo a vida animal indígena em Austrália. O sonho como a música ouvida durante esta seqüência foi composto e conduzido pelo compositor de Australiano, Chong Lim.

## Acendimento da pira
Coube à velocista Cathy Freeman a honra de acender a pira olímpica. Contudo, o ponto alto da cerimônia de abertura quase se revelou um fiasco. Após emergir de dentro da água, a pira permaneceu travada e imóvel, por mais de três minutos. Finalmente, os engenheiros do estádio olímpico conseguiram corrigir a falha, quando o gás de reserva já estava quase acabando, e a pira então foi erguida em sua posição definitiva.